# Дегром, Джейкоб
Джейкоб Энтони Дегром (англ. Jacob Anthony deGrom; 19 июня 1988, Де-Ленд, Флорида) — американский бейсболист, выступающий на позиции питчера за клуб Главной лиги бейсбола «Техас Рейнджерс». На студенческом уровне играл за бейсбольную команду Стетсонского университета.
Первоначально в Стетсоне Дегром выступал на позиции шортстопа, но на третьем году обучения его перепрофилировали в питчер. Он был выбран в девятом раунде драфта МЛБ 2010 года «Метс», а дебютировал в МЛБ 15 мая 2014 года. В этом же году он стал лучшим новичком НЛ, а уже в 2015 году принял участие в матче всех звёзд МЛБ.

## Профессиональная карьер

### Низшие лиги
Дегром был выбран на драфте МЛБ 2010 года в девятом раунде под общим 272 номером клубом «Нью-Йорк Метс». Вскоре он подписал контракт с клубом, получив бонус в размере 95 000 долларов. Для развития его игровых и физических способностей «Метс» отправили его в свой фарм-клуб «Кингспорт Метс», выступающий в Лиге Аппалачей. Отыграв всего шесть игр в Кингспорте у Джейкоба был диагностирован частичный разрыв локтевой коллатеральной связки бросающей руки. Первоначально Дегром надеялся вылечить травму не прибегая к операции, однако в октябре он всё же перенёс операцию Томми Джона и весь 2011 год не работал травмированной рукой. Позднее с ним работал Йохан Сантана, который помогал молодому питчеру улучшить его чендж-ап.
В 2012 году Дегром выступал за «Саванна Сенд Кэтс» и «Сент-Луси Метс», завершив сезон с показателем ERA 2,43. Сезон 2013 года он начал в Сент-Луси, однако вскоре его перевели в клуб уровня АА «Бингхемтон Метс» из Восточной лиги. В июне, в связи с переводом Зака Уиллера и Карлоса Торреса в основной состав «Метс», Дегрома перевели в команду уровня ААА «Лас-Вегас 51». Его показатель ERA за сезон составил 4,51. Частично такое не сильно удачное выступление было связано с травмой пальца, который Джейкоб сломал в межсезонье.
20 ноября 2013 года, чтобы не допустить выставления Дегрома на Rule 5 draft, Метс включили питчера в свой основной состав. В межсезонье Джейкоб проводил тренировки по улучшению механики броска, а также учился бросать кёрвбол. Сезон 2014 года Дегром начал в составе Лас-Вегаса и за первые семь игр он одержал 4 победы, не проиграв ни одного матча, а его показатель ERA составил 2,58.

### Высшая лига
2 декабря 2022 года подписал 5-летний контракт с «Техас Рейнджерс» на 185 млн долл.